# Maikel Aerts
Maikel Aerts (Eindhoven, 26 juni 1976) is een voormalig Nederlands voetballer die als doelman speelde.

## Carrière
Aerts begon met voetballen bij Wilhelmina Boys in Best en werd na een goed seizoen in de C-top gescout door PSV, waar hij de jeugdopleiding doorliep. Zijn loopbaan als prof begon bij FC Den Bosch, waar hij op 5 november 1994 zijn debuut maakte in het eerste elftal. In 1997 werd Aerts betrapt op cocaïne bij een dopingcontrole, waarvoor hij een schorsing van een jaar waarvan 9 maanden voorwaardelijk kreeg. Pas in seizoen 1998/99 kreeg hij een vaste basisplaats bij de club kreeg. FC Den Bosch promoveerde in dat seizoen naar de Eredivisie. Ze degradeerden echter meteen weer. In 2001 ketste een overgang naar Wolverhampton Wanderers af omdat Aerts een drugstest weigerde. Bij FC Den Bosch, dat een flinke transfersom misliep, was zijn rol uitgespeeld en Aerts vertrok naar Germinal Beerschot. Een seizoen later vertrok hij alweer naar Nederland. RBC Roosendaal werd zijn nieuwe club. Daar maakte hij zoveel indruk, dat Feyenoord hem overnam, maar eerst nog wel stalde bij RBC Roosendaal. In het seizoen 2003/04 was hij een van de zes spelers die in alle 34 competitieduels in actie kwamen, van de eerste tot en met de laatste minuut.
Met ingang van seizoen 2005/06 speelde Aerts echter bij Feyenoord. Dit heeft hij ook maar anderhalf seizoen volgehouden. Hij maakte op sommige momenten kostbare fouten die Feyenoord niet veel goed deden. Aerts werd in de korte winterstop tussen oud en nieuw (2006-2007) verhuurd aan Willem II. Hij kwam tot zeven duels bij Willem II maar raakte toen ernstig geblesseerd aan zijn elleboog. Aerts was uitgeschakeld tot oktober. Desondanks verlengde Willem II zijn contract met twee jaar.
Bij zijn terugkeer bij Willem II verdrong hij meteen zijn vervanger Kenneth Vermeer uit de basis. De wedstrijd van zijn rentree, thuis tegen Roda JC, raakte hij in de laatste minuut opnieuw geblesseerd en zodoende was hij weer enkele weken uitgeschakeld. Toen hij van deze blessure kwam, werkte Aerts zich op tot de "redder" van Willem II en menig wedstrijd redde hij een of drie punten voor de Willem II. Hij werd zelfs aanvoerder. Echter, in de uitwedstrijd tegen Ajax, begin maart 2008, sloeg het noodlot opnieuw toe. Een verwoede poging Jan Vertonghen een doelkans te ontnemen, klapte zijn enkel dubbel. Deze was gebroken en zijn enkelbanden waren afgescheurd. Aerts was tot juni 2008 uitgeschakeld.
In het seizoen 2008/09 bleef hij vrij van blessures. Hij speelde alle wedstrijden van Willem II helemaal uit. Ook werd hij aanvoerder, als opvolger van Arjan Swinkels en Saïd Boutahar. Door supporters en trainers werd hij geroemd om het feit dat hij in enkele belangrijke wedstrijden punten pakte voor Willem II. Hij werd daarom ook uitgeroepen tot speler van het jaar (2008/2009). In die verkiezing versloeg hij Arjan Swinkels en topscorer Frank Demouge.
Op 17 november 2009 raakte Aerts opnieuw geblesseerd, doordat hij tijdens een ochtendtraining zijn enkelbanden in zijn rechterenkel scheurde. Hij bleef zeker tot de winterstop uitgeschakeld, zijn plek in de basis werd overgenomen door tweede doelman Niki Mäenpää, de aanvoerdersband gaat naar Arjan Swinkels. Na de winterstop keert Aerts terug en meteen neemt hij de plek onder de lat weer over van de Fin. Hoewel Aerts in enkele wedstrijden opviel door kleine fouten en een enkele blunder, blijft hij belangrijk voor Willem II. Met name in de thuiswedstrijden tegen RKC Waalwijk en VVV-Venlo zorgt hij met enkele fraaie reddingen in de slotfase dat de drie punten in beide wedstrijden in Tilburg blijven (2x 2-1 winst).
Hij tekende in juni 2010 een tweejarig contract bij Hertha BSC, dat net uit de Bundesliga gedegradeerd was. Hertha BSC nam hem transfervrij overnam van Willem II. Met de club werd hij in 2011 kampioen in de 2. Bundesliga. Op 1 juli 2012 beëindigde hij zijn carrière.
Op 3 juli 2015 publiceerde De Volkskrant een artikel over mogelijke matchfixing in de eredivisie. Hierin werd gemeld dat in het seizoen 2009/10 diverse wedstrijden in de Eredivisie waren gemanipuleerd, waaronder wedstrijden van Willem II tegen NAC Breda (4-0) en de bekerwedstrijd tegen Roda JC (1-0). Naast hoofdrolspeler Ibrahim Kargbo werd ook Aerts genoemd als mogelijke verdachte. Aerts ontkende zelf iedere betrokkenheid.
Van 2017 tot 2021 was Aerts keeperstrainer bij FC Eindhoven.

## Erelijst
FC Den Bosch
- Eerste divisie

1999, 2001
 Hertha BSC
- 2. Bundesliga

2011

## Trivia
- Aerts is een neef van drievoudig K-1 kampioen Peter Aerts.